# 別府晋介
別府 晋介（べっぷ しんすけ、弘化4年（1847年）- 明治10年（1877年）9月24日）は、日本の武士（薩摩藩士）、陸軍軍人。

## 生涯
弘化4年（1847年）、鹿児島郡吉野村実方で別府十郎の第2子として生まれる。諱は景長、通称を晋介という。長兄は別府九郎。従兄の桐野利秋（中村半次郎）とは実の兄弟以上に仲が良かった。
戊辰戦争（明治元年（1868年））では、城下四番小隊（隊長・川村純義）の分隊長として、白河城攻防戦、棚倉・二本松戦で戦い、会津若松進撃の際は川村指揮のもと十六橋の戦いで勇戦した。明治2年（1869年）、鹿児島常備隊がつくられたとき、大隊中の小隊長となった。明治4年（1871年）、西郷隆盛が廃藩置県に備えて兵を率いて上京したとき、小隊を率いて従い、御親兵に編入され、次いで近衛陸軍大尉に任ぜられた。
明治5年（1872年）、征韓論に関連して西郷が満洲・朝鮮偵察を命じた際には、北村重頼・河村洋与とともに外務大丞・花房義質の随員という形で釜山に赴き、韓服を着、韓帽を戴き、変装して2ヶ月近く朝鮮内地を偵察した。帰朝の後、桐野利秋邸を訪れるや、門外より「鶏林八道（韓国）を蹂躙（じゅうりん）するは、我二三箇中隊にして足れり」（『西南記伝』）と叫んだと云われる。この後、少佐に昇進した。明治6年（1873年）、征韓論が破裂して西郷が下野すると、すぐさま少佐の職をなげうって鹿児島に帰った。明治7年（1874年）、鹿児島に青年教養のための私学校がつくられたときは、その創設に尽力した。明治8年（1875年）、県令・大山綱良が西郷に区長・副区長の推薦を依頼したとき、推薦されて加治木外四郷の区長となった。
明治10年（1877年）、私学校本校の大評議で出兵に決すると、別府は加治木・国分・帖佐・重富・山田・溝辺郷の兵を募って独立大隊（後に六番大隊・七番大隊と呼ばれる。この2大隊は装備が古く、人数も少なかった）を組織し、その連合指揮長となって先発北上した。2月20日、この大隊が川尻で熊本鎮台偵察部隊と遭遇戦をしたのが西南戦争の実戦の始まりである。次いで後続の大隊とともに熊本城を攻囲した。攻囲戦では別府は篠原国幹・村田新八らとともに背面軍を指揮した。2月24日、第一旅団・第二旅団が南関に着くと、池上四郎に攻囲軍の指揮をまかせ、永山弥一郎は政府軍上陸の抑えとして海岸線を守備し、桐野が山鹿、篠原が田原に北上し、晋介も村田新八と共に木留に進出して政府軍を挟撃した。
山鹿・田原が陥落し、私学校生徒の戦死が相次いだため、3月、別府は鹿児島へ帰り、4月、新募の兵1500名を率いて北上した。4月3日、辺見十郎太とともに人吉から球磨川を下って八代を攻め、政府軍を南北から挟撃しようとしたが、萩原堤の戦いで敗れ、足に重傷を負って人吉に退いた。後に再び鹿児島へ帰り、温泉療養しながら横川に本営をおいて振武隊・行進隊などを指揮し、薩摩・大隅・日向で戦ったが振るわず、8月17日、西郷に従い、可愛嶽を突囲して九州南部山岳を踏破して鹿児島へ帰った。この間、足の負傷が癒えず、山駕籠に乗って移動した。9月24日（城山陥落の日）、西郷の洞前に整列した40余名は岩崎口へ進撃し、途中、銃弾で負傷した西郷に命じられ、晋介は駕籠から下り、「御免なったもんし（お許しください）」と叫び、拝礼している西郷を介錯した。その後、弾雨の中で自決した。享年31。

## 人物
『西南記伝』に別府晋介を「天資俊爽（しゅんそう）、言語明晰、胆気人に過ぐ、其陣に臨むや、強を挽き、駿を躍らせ、堅を摧（くじ）き、鋭を陥れ、輒（すなわ）ち身を以て衆に先ち、向ふ所前なかりしと云ふ」と評しているが、近衛将校のときに給料を配下の将校と平等に分け合ったという逸話も残っていて、欲のない公平な人柄を偲ばせる。

## 関連作品
テレビドラマ
- 『田原坂』（1987年、日本テレビ、演：石橋正次）
- 『翔ぶが如く』（1990年、NHK大河ドラマ　演:黒田隆哉）
- 『八重の桜』（2013年、NHK大河ドラマ、演：本郷弦）
- 『西郷どん』（2018年、NHK大河ドラマ、演：篠原悠伸）

映画
- 『半次郎』（2010年、演：津田寛治）

宝塚歌劇
- 『桜華に舞え』-SAMURAI The FINAL-、(2016年、宝塚歌劇団星組、演：瀬央ゆりあ)